# حسینیه باغ گلابدان
حسینیه باغ گلابدان مربوط به دوره قاجار است و در تفت، خیابان شهدا، محله باغ گلابدان واقع شده و این اثر در تاریخ ۱۱ مرداد ۱۳۸۴ با شمارهٔ ثبت ۱۲۳۴۷ به‌عنوان یکی از آثار ملی ایران به ثبت رسیده است.